# Jorge Néstor Águila
Jorge Néstor Águila (n. Paso Aguerre, provincia del Neuquén; 6 de marzo de 1962-f. Grytviken, isla San Pedro; 3 de abril de 1982) fue un marino argentino perteneciente a la Infantería de Marina de la Armada de la República Argentina, que murió en combate en la Operación Georgias, que ocupó Grytviken en el archipiélago de las Georgias del Sur, en el marco de la guerra de las Malvinas de 1982. Fue una de las primeras bajas argentinas en esa guerra y el primer neuquino caído en el Conflicto del Atlántico Sur.

## Biografía

### Familia y primeros años
Nació un 6 de marzo de 1962 en la localidad de Paso Aguerre en la provincia del Neuquén en la chacra de su abuelo Segundo Carlos Águila, ubicada al margen izquierdo del arroyo Picún Leufú. Desde pequeño fue apodado el moncho y al año y medio quedó al cuidado de su abuelo.
En el mes de octubre de 1981 se incorporó como conscripto de la Infantería de Marina en Punta Alta, provincia de Buenos Aires con la intención de seguir la carrera militar.

### Operación Georgias

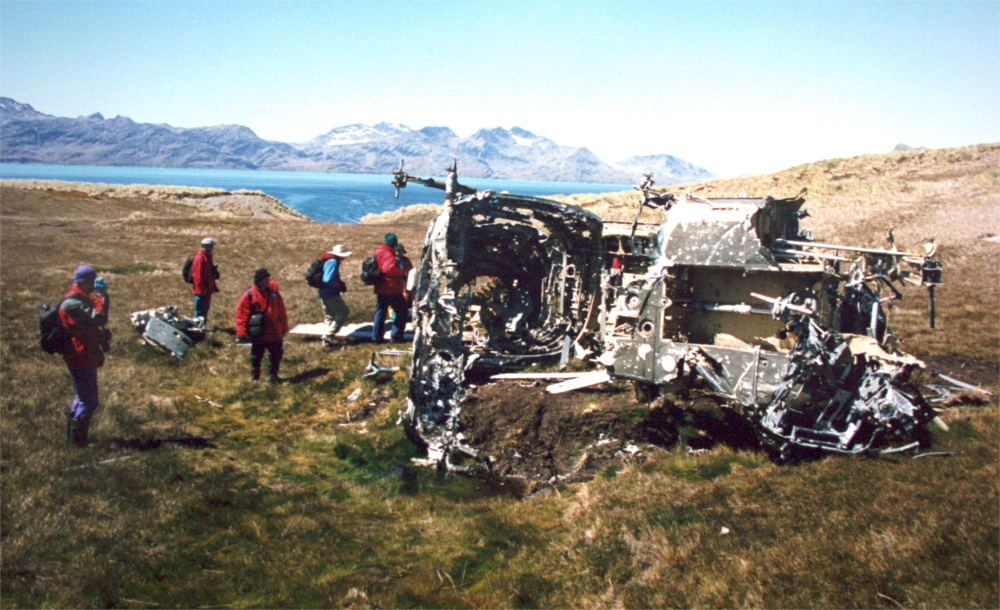
Restos del helicóptero Puma argentino.

Luego del desembarco exitoso en las islas Malvinas el día 2 de abril de 1982, la Armada Argentina
decidió recuperar Grytviken al día siguiente (3 de abril de 1982), para lo cual se dispusieron dos helicópteros —Allouette y Puma—.
El primer helidesembarco fue exitoso, no así el grupo que ocupaba el helicóptero Puma, Águila fue muerto en combate cuando el helicóptero Puma (en el que era transportado), intentaba descender en Grytviken, isla San Pedro (o Georgia del Sur), fue atacado por marines ingleses que estaban apostados en la colina e hicieron blanco con sus disparos en la nave, la que desciende en la orilla opuesta de la caleta muy averiada y con dos soldados muertos (uno de ellos era Jorge Néstor Águila), y dos heridos.
Con motivo de la recuperación de Grytviken el día 3 de abril de 1982, la Armada Argentina sufrió tres muertos en combate, el cabo Patricio Guanca y los conscriptos Mario Almonacid y Jorge Néstor Águila.

## Condecoraciones y homenajes
- Jorge Néstor Águila fue condecorado con la Medalla al Muerto en Combate[2] y fue declarado «héroe nacional» por la ley 24 950[3] promulgada el 3 de abril de 1998, y modificada por la ley 25 424 promulgada el 10 de mayo de 2001,[4] junto con otros combatientes argentinos fallecidos en la guerra de las Malvinas.
- La Punta Águila en la isla San Pedro del archipiélago de las Georgias del Sur homenajea su memoria.
- El 3 de abril de 2012 se inauguró el museo Jorge Néstor Águila, construido en homenaje al soldado fallecido y a los veteranos y demás caídos en el conflicto.[5][6] El museo exhibe objetos personales y de combate del soldado y fue financiado con fondos de la comisión del Bicentenario de la Legislatura provincial.[6][7]
- El mausoleo donde descansan los restos de Jorge Néstor Águila, ubicado en el cementerio de la localidad de Paso Aguerre, ha sido declarado patrimonio histórico por la ley 3.295 de la provincia del Neuquén.[8]
- En la localidad de Cutral-Co, una plazoleta lleva el nombre de: Jorge Néstor Águila.[9]
- En la localidad de la ciudad de Neuquén, en el barrio San Lorenzo Sur se encuentra una biblioteca que lleva su nombre en su memoria.
- En la localidad de Plottier se encuentran un Barrio que lleva su nombre  en su memoria
- En la Ciudad de Centenario, Neuquén, se encuentra la Plaza qué lleva su nombre.
- Marcelo Berbel le dedicó una poesía.[10][1]

Águila
Hubo un águila nacida
aquí cerquita nomás
que por soñar con la gloria
voló hasta la soledad
allá fue a plegar sus alas
pero se alzó al más allá.
Luego por el mismo rumbo
fueron mil águilas mas
para empaparse de cielo
para mirarse en el mar.
Después su sangre caliente
no se quería secar
y entró a gritar en el viento
allá por la soledad
y se elevó al infinito
sobre la bruma en la paz.
Para andar en lejanías
su aliento de libertad.
El águila había nacido
aquí cerquita nomás.
Cuando volvió su silencio
con los silencios de allá
lloró la tierra callada
y el viento se echó a llorar
pues traía una mortaja
de azul y espuma de mar.
Las águilas cuando mueren
sepa Dios dónde van
pero ésta volvió a su nido
aquí cerquita nomás.
Costeando el río hacia arriba
piedra, arena y jarillal
anda entre sombras la sombra
del águila en libertad
pero la tierra en su vientre
ahora tiene gusto a sal
la que trajeron sus ojos
helados de soledad.
Oigo un clarín tocar "Gloria"
aquí cerquita nomás.